# 奥吉尔·吉斯林·德·布斯贝克
奥吉尔·吉斯林·德·布斯贝克（德語：Ogier Ghislain de Busbecq；1522年—1590年10月28日）是16世紀時佛兰德伯国的作家、藥師、外交家。他在苏莱曼一世时期曾任奧地利驻奥斯曼帝国君士坦丁堡大使，在1581年據其在君士坦丁堡的所見所聞著成一書。此書在1595年重印，採用的標題為。
他在安卡拉發現了一份幾乎完整的《奥古斯都神的功业》副本，並將其記錄在作品中。